# Enhetsupplevelse
Enhetsupplevelse är inom mystiken och psykologin benämning på en intensiv religiös eller andlig erfarenhet. Upplevelsen kan av mystikern själv ofta uppfattas som en kunskapsakt. Den uppfattas innebära individens sammansmältning med "det absoluta", den synliga tillvarons bakomliggande översinnliga, gudomliga verklighet eller Gud, och åtföljs vanligen av en känsla av fullkomlig frid, befrielse och lycka.
Den indiska upanishadmystikens term för enhetsupplevelse är tat tvam asi (sanskrit "detta är du"), aham brahmasmi ("jag är brahman") eller samadhi ("hopsättning").
Enhetsupplevelsen hade stark förankring i hellenistisk tradition och nyplatonism. I den kristna mystiken kallas enhetsupplevelse, med en latinsk term, unio mystica.
Identitetsupplevelse av människa och gudom, upplösningen av distansen mellan dem, har i både islam och i kristendom ansetts som olämpligt, under medeltiden rentav som kätteri. Inom kristen mystik har man därför inriktat sig mot visio beatifica (latin 'det saliggörande skådandet'), som ansetts innebära en direkt gudskännedom (latin cognitio dei experimentalis), snarare än en enhetsupplevelse.
Man har ibland eftersträvat att skilja judendomens, kristendomens och islams personliga gudserfarenhet ("ansikte mot ansikte") från andra traditioners "förening" eller "sammansmältning". Terminologiskt skilde Nathan Söderblom mellan "personlighetsmystik" och "oändlighetsmystik", Robert Charles Zaehner mellan "teistisk mystik" och "enhetsmystik".